# Morti nel 1938
| Questa pagina contiene informazioni ricavate automaticamente dalle voci biografiche con l'ausilio del template Bio e di un bot. L'aggiornamento è periodico e automatico e ricostruisce completamente la pagina. Se manca una persona in questa lista, sei pregato di non aggiungerla, ma accertati piuttosto che la sua voce biografica contenga il template Bio e che i dati anagrafici siano correttamente compilati. Se il template Bio manca, inseriscilo tu stesso o, in alternativa, metti l'avviso {{tmp\|Bio}} che ne segnala la mancanza. Se i dati riportati sono sbagliati, correggi direttamente la voce biografica; le modifiche saranno visibili in questa lista entro pochi giorni. Per chiarimenti vedi il progetto biografie. La lista contiene solo le 824 persone che sono citate nell'enciclopedia e per le quali è stato implementato correttamente il template Bio. Pagina aggiornata al 18 ago 2025. |

## Gennaio(69)
- 1º gennaio - Alice Bailly, pittrice svizzera (n. 1872)
- 2 gennaio - Henry Victor Deligny, generale francese (n. 1855)
- 3 gennaio - Arturo Berutti, compositore e musicista argentino (n. 1862)
- 3 gennaio - Lea Giunchi, attrice italiana (n. 1884)
- 3 gennaio - André du Bois de La Villerabel, arcivescovo cattolico francese (n. 1864)
- 4 gennaio - Paola Drigo, scrittrice italiana (n. 1876)
- 4 gennaio - Edward Kimball, attore statunitense (n. 1859)
- 5 gennaio - Federico Guglielmo Fortini, militare italiano (n. 1900)
- 5 gennaio - Giulio Silvestrelli, diplomatico e storico italiano (n. 1853)
- 6 gennaio - Frank Devlin, maratoneta statunitense (n. 1884)
- 6 gennaio - Pietro Mandré, poeta e tipografo italiano (n. 1858)
- 6 gennaio - Mikayıl Müşfiq, poeta, traduttore e pedagogo azero (n. 1908)
- 7 gennaio - Charles Doudelet, incisore belga (n. 1861)
- 7 gennaio - Maria Pasolini Ponti, educatrice, storica e pubblicista italiana (n. 1856)
- 8 gennaio - Christian Rohlfs, pittore tedesco (n. 1849)
- 8 gennaio - Myrtle Stedman, attrice e cantante statunitense (n. 1883)
- 9 gennaio - David Calderhead, calciatore e allenatore di calcio scozzese (n. 1864)
- 9 gennaio - Giovanni Caramiello, arpista e compositore italiano (n. 1838)
- 10 gennaio - Jimmy Hampson, calciatore britannico (n. 1906)
- 10 gennaio - Félix Rougier, missionario francese (n. 1859)
- 11 gennaio - Abelardo Albisi, flautista e compositore italiano (n. 1872)
- 11 gennaio - Romeo Gallenga Stuart, politico e dirigente sportivo italiano (n. 1879)
- 11 gennaio - Georgij Ėrichovič Langemak, ingegnere sovietico (n. 1898)
- 11 gennaio - Alfred Barton Rendle, botanico inglese (n. 1865)
- 12 gennaio - Gösta Ekman, attore svedese (n. 1890)
- 12 gennaio - Eugène Lomont, pittore francese (n. 1864)
- 12 gennaio - Francesco Mazzinghi, ammiraglio italiano (n. 1852)
- 14 gennaio - Giacomo Grosso, pittore italiano (n. 1860)
- 14 gennaio - Anatolij Pepeljaev, militare russo (n. 1891)
- 15 gennaio - Hovhannes Kajaznuni, politico armeno (n. 1868)
- 15 gennaio - Ricciardo Meacci, pittore italiano (n. 1856)
- 15 gennaio - Rinaldo Piaggio, imprenditore italiano (n. 1864)
- 16 gennaio - Sarat Chandra Chattopadhyay, scrittore indiano (n. 1876)
- 17 gennaio - Ernst August Max von Bacmeister, ufficiale prussiano (n. 1853)
- 17 gennaio - Angelo Boetti, militare e aviatore italiano (n. 1912)
- 17 gennaio - Eduard Garonne, calciatore svizzero (n. 1881)
- 17 gennaio - William Henry Pickering, astronomo statunitense (n. 1858)
- 18 gennaio - Barney Furey, attore statunitense (n. 1886)
- 18 gennaio - Vittorio Rossi, filologo e storico della letteratura italiano (n. 1865)
- 19 gennaio - Giuseppe Antonini, psichiatra italiano (n. 1864)
- 19 gennaio - Robert McWade, attore statunitense (n. 1872)
- 19 gennaio - Branislav Nušić, romanziere e commediografo serbo (n. 1864)
- 20 gennaio - Renato Andreani, militare e aviatore italiano (n. 1915)
- 20 gennaio - Émile Cohl, animatore, regista e sceneggiatore francese (n. 1857)
- 20 gennaio - John Kunkel Small, botanico statunitense (n. 1869)
- 20 gennaio - Nikolaj Sergeevič Žiljaev, docente e musicologo russo (n. 1881)
- 21 gennaio - Henry Kistemaeckers, drammaturgo belga (n. 1872)
- 21 gennaio - Georges Méliès, regista cinematografico, attore e illusionista francese (n. 1861)
- 21 gennaio - David Borisovič Rjazanov, storico e politico russo (n. 1870)
- 22 gennaio - Sergej Buturlin, ornitologo russo (n. 1872)
- 22 gennaio - Allan Everett, ammiraglio britannico (n. 1868)
- 23 gennaio - Albertson Van Zo Post, schermidore statunitense (n. 1866)
- 24 gennaio - Jules-Alexandre Grün, pittore francese (n. 1868)
- 26 gennaio - Anton Czerwinski, presbitero polacco (n. 1881)
- 26 gennaio - Zitkála-Šá, scrittrice, attivista e musicista nativa americana (n. 1876)
- 27 gennaio - Amada García Rodríguez, politica e antifascista spagnola (n. 1909)
- 27 gennaio - Jósef Leopold Toeplitz, banchiere polacco (n. 1866)
- 28 gennaio - Bernd Rosemeyer, pilota automobilistico tedesco (n. 1909)
- 28 gennaio - Giacinto Sertorelli, sciatore alpino italiano (n. 1915)
- 29 gennaio - Andrej Vasil'evič Martynov, paleontologo e entomologo russo (n. 1879)
- 29 gennaio - Alessandro Mazzucotelli, artista italiano (n. 1865)
- 29 gennaio - Armando Palacio Valdés, scrittore e critico letterario spagnolo (n. 1853)
- 29 gennaio - Carl Venth, compositore, violinista e direttore d'orchestra tedesco (n. 1860)
- 29 gennaio - Gérard Freebairn Vultee, ingegnere statunitense (n. 1900)
- 30 gennaio - Heinrich Bolten-Baeckers, regista, produttore cinematografico e sceneggiatore tedesco (n. 1871)
- 30 gennaio - Şehzade Mehmed Ziyaeddin, principe ottomano (n. 1873)
- 31 gennaio - Melville W. Brown, regista e sceneggiatore statunitense (n. 1887)
- 31 gennaio - Hans Heinrich XV von Hochberg, militare tedesco (n. 1861)
- 31 gennaio - Nicola Tagliaferri, militare italiano (n. 1913)

## Febbraio(68)
- 2 febbraio - George Auriol, grafico, pittore e compositore francese (n. 1863)
- 2 febbraio - Vincenzo Casagrandi, storico e archeologo italiano (n. 1847)
- 2 febbraio - Enrico Comani, aviatore italiano (n. 1906)
- 3 febbraio - Marija Leiko, attrice lettone (n. 1887)
- 3 febbraio - Manuel Linares Rivas, politico, drammaturgo e giurista spagnolo (n. 1866)
- 3 febbraio - Savino Varazzani, politico e giornalista italiano (n. 1858)
- 5 febbraio - Charles Dazey, scrittore, commediografo e sceneggiatore statunitense (n. 1855)
- 5 febbraio - Hans Litten, avvocato tedesco (n. 1903)
- 5 febbraio - Axel Ljung, ginnasta, lunghista e velocista svedese (n. 1884)
- 5 febbraio - Walter Augustin Villiger, astronomo svizzero (n. 1872)
- 6 febbraio - Giuseppe Collino, calciatore italiano (n. 1889)
- 6 febbraio - Marianne von Werefkin, pittrice russa (n. 1860)
- 7 febbraio - Harvey Samuel Firestone, imprenditore statunitense (n. 1868)
- 7 febbraio - Francis Gladheim Pease, astronomo statunitense (n. 1881)
- 8 febbraio - Arturo Caprotti, ingegnere italiano (n. 1881)
- 8 febbraio - Nicola di Grecia, principe greco (n. 1872)
- 8 febbraio - Ol'ha Taratuta, attivista sovietica (n. 1876)
- 9 febbraio - Gustaf Bergström, calciatore svedese (n. 1884)
- 9 febbraio - Florian Demange, vescovo cattolico e missionario francese (n. 1875)
- 9 febbraio - Gazanfar Musabekov, rivoluzionario e politico azero (n. 1888)
- 9 febbraio - Richard A. Whiting, compositore statunitense (n. 1891)
- 10 febbraio - Vladimir Aleksandrovič Antonov-Ovseenko, rivoluzionario, diplomatico e militare ucraino (n. 1883)
- 10 febbraio - Mychajlo Bondarenko, politico sovietico (n. 1903)
- 10 febbraio - Valdemar Irminger, pittore danese (n. 1850)
- 10 febbraio - Karl von Plettenberg, generale tedesco (n. 1852)
- 11 febbraio - Emanuel Löwy, archeologo austriaco (n. 1857)
- 11 febbraio - Ante Pavelić, politico croato (n. 1869)
- 11 febbraio - Kazimierz Twardowski, filosofo e logico polacco (n. 1866)
- 12 febbraio - Paolo Troubetzkoy, scultore e pittore italiano (n. 1866)
- 13 febbraio - Enrico Bottazzi, calciatore italiano (n. 1900)
- 13 febbraio - Aleksandr Samojlovič, linguista russo (n. 1880)
- 13 febbraio - Karl Ludwig Schemann, traduttore tedesco (n. 1852)
- 15 febbraio - Valerij Pavlovič Čkalov, pioniere dell'aviazione sovietico (n. 1904)
- 15 febbraio - Félix Mesnil, zoologo, microbiologo e biologo francese (n. 1868)
- 15 febbraio - Valaya Alongkorn del Siam, principessa thailandese (n. 1884)
- 16 febbraio - Luigi Capotosti, cardinale e arcivescovo cattolico italiano (n. 1863)
- 16 febbraio - Lev Sedov, attivista sovietico (n. 1906)
- 16 febbraio - Otto zur Linde, scrittore tedesco (n. 1873)
- 18 febbraio - Edward Anseele, politico e giornalista belga (n. 1856)
- 18 febbraio - Matvej Petrovič Bronštejn, fisico, astrofisico e divulgatore scientifico russo (n. 1906)
- 18 febbraio - Georgij Nikolaevič Frederiks, geologo russo (n. 1889)
- 18 febbraio - Louis de La Vallée-Poussin, storico delle religioni e orientalista belga (n. 1869)
- 18 febbraio - Leopoldo Lugones, poeta, giornalista e saggista argentino (n. 1874)
- 19 febbraio - Walter Friedensburg, storico e archivista tedesco (n. 1855)
- 19 febbraio - Adomas Jakštas, presbitero, poeta e filosofo lituano (n. 1860)
- 19 febbraio - Edmund Landau, matematico tedesco (n. 1877)
- 19 febbraio - Carlo Piancastelli, collezionista d'arte e bibliografo italiano (n. 1867)
- 20 febbraio - Ciro Terranova, mafioso italiano (n. 1889)
- 21 febbraio - George C. Beresford, fotografo britannico (n. 1864)
- 21 febbraio - Vladimir Džunkovskij, militare russo (n. 1865)
- 21 febbraio - George Ellery Hale, astronomo e ottico statunitense (n. 1868)
- 22 febbraio - Jean Beauverie, botanico e micologo francese (n. 1874)
- 22 febbraio - Miguel Llobet, chitarrista e compositore spagnolo (n. 1878)
- 22 febbraio - Fortunato de Santa, vescovo cattolico italiano (n. 1862)
- 23 febbraio - Marcello Alessio, imprenditore italiano (n. 1863)
- 23 febbraio - Arnaldo Cipolla, giornalista, esploratore e scrittore italiano (n. 1877)
- 24 febbraio - Thomas Gann, medico irlandese (n. 1867)
- 24 febbraio - Gustave Le Rouge, scrittore francese (n. 1867)
- 24 febbraio - Max Wien, fisico tedesco (n. 1866)
- 25 febbraio - George Randolph Barse, pittore statunitense (n. 1861)
- 25 febbraio - Carlo Follini, pittore italiano (n. 1848)
- 25 febbraio - Giuseppe Francesco Danza, magistrato e politico italiano (n. 1872)
- 26 febbraio - Aleksandr Valentinovič Amfiteatrov, scrittore russo (n. 1862)
- 26 febbraio - Salvatore Giuliano, militare italiano (n. 1885)
- 26 febbraio - Gustav Klucis, artista e fotografo lettone (n. 1895)
- 27 febbraio - Erik Andersen, scacchista danese (n. 1904)
- 28 febbraio - Louis Bonneau, generale francese (n. 1851)
- 28 febbraio - Ettore De Maria Bergler, pittore italiano (n. 1850)

## Marzo(77)
- 1º marzo - Gabriele D'Annunzio, scrittore, poeta e drammaturgo italiano (n. 1863)
- 1º marzo - Władysław Grabski, politico, economista e storico polacco (n. 1874)
- 3 marzo - Albert Aublet, pittore francese (n. 1851)
- 3 marzo - Miksa Déri, ingegnere ungherese (n. 1854)
- 3 marzo - Sholom Schwartzbard, poeta e anarchico russo (n. 1886)
- 4 marzo - Guido Baccani, allenatore di calcio, dirigente sportivo e arbitro di calcio italiano (n. 1882)
- 5 marzo - Edward Mechling, mezzofondista statunitense (n. 1878)
- 5 marzo - Henry Joseph O'Leary, arcivescovo cattolico canadese (n. 1879)
- 6 marzo - Michel Giacobini, astronomo francese (n. 1873)
- 6 marzo - Reginald Fleming Johnston, diplomatico britannico (n. 1874)
- 6 marzo - Nicola Serena di Lapigio, scrittore, saggista e giornalista italiano (n. 1875)
- 7 marzo - Henry Jameson, calciatore statunitense (n. 1883)
- 7 marzo - Andreas Michalakopoulos, politico greco (n. 1876)
- 7 marzo - Robert Ogilvie, calciatore inglese (n. 1852)
- 8 marzo - Manuel García Prieto, avvocato e politico spagnolo (n. 1859)
- 8 marzo - Giuseppe Di Terranova Pignatelli, nobile e politico italiano (n. 1860)
- 10 marzo - Ahn Chang-ho, politico e attivista coreano (n. 1878)
- 10 marzo - Marie-Joseph Lagrange, religioso e biblista francese (n. 1855)
- 10 marzo - Angiolo Silvio Novaro, poeta, scrittore e traduttore italiano (n. 1866)
- 11 marzo - Dión Martínez, scacchista cubano (n. 1837)
- 11 marzo - Paolo Lorenzo Paladini, militare italiano (n. 1894)
- 11 marzo - Christen Raunkiær, botanico danese (n. 1860)
- 12 marzo - Ippolito Nievo Albertelli, violoncellista italiano (n. 1901)
- 12 marzo - Otokar Fischer, poeta e critico letterario ceco (n. 1883)
- 13 marzo - Nikolaj Ivanovič Bucharin, rivoluzionario e politico russo (n. 1888)
- 13 marzo - Clarence Darrow, avvocato statunitense (n. 1857)
- 13 marzo - Hatice Sultan, principessa ottomana (n. 1870)
- 13 marzo - Frederick George Jackson, esploratore britannico (n. 1860)
- 13 marzo - Teresa del Liechtenstein, principessa austriaca (n. 1850)
- 13 marzo - Carlo Dalmazio Minoretti, cardinale e arcivescovo cattolico italiano (n. 1861)
- 14 marzo - Raffaele Sarra, medico e storico italiano (n. 1861)
- 14 marzo - Tobeen, pittore francese (n. 1880)
- 15 marzo - Genrich Grigor'evič Jagoda, politico e militare sovietico (n. 1891)
- 15 marzo - Nikolaj Nikolaevič Krestinskij, politico sovietico (n. 1883)
- 15 marzo - Aleksej Ivanovič Rykov, rivoluzionario e politico sovietico (n. 1881)
- 16 marzo - Egon Friedell, filosofo, storico e giornalista austriaco (n. 1878)
- 16 marzo - Vincenzo Migliaro, pittore, scultore e incisore italiano (n. 1858)
- 17 marzo - Oreste Bernardini, militare italiano (n. 1908)
- 17 marzo - Johannes Zülle, pittore svizzero (n. 1841)
- 18 marzo - Antonio Cesaris-Demel, medico italiano (n. 1866)
- 18 marzo - Cyril Rootham, compositore, direttore d'orchestra e organista inglese (n. 1875)
- 19 marzo - Bruno Cavallotti, militare italiano (n. 1912)
- 19 marzo - George Hay-Drummond, XIV conte di Kinnoull, nobile scozzese (n. 1902)
- 20 marzo - Paolo Boccella, militare e aviatore italiano (n. 1915)
- 20 marzo - Giuseppe Crovetto, militare italiano (n. 1915)
- 20 marzo - Aleksandăr Malinov, politico bulgaro (n. 1867)
- 20 marzo - Jacob Opdahl, ginnasta norvegese (n. 1894)
- 20 marzo - Pietro Strengacci, militare italiano (n. 1909)
- 21 marzo - Oscar Apfel, attore, regista e sceneggiatore statunitense (n. 1878)
- 21 marzo - John Bates Clark, economista statunitense (n. 1847)
- 23 marzo - Bhupinder Singh, principe indiano (n. 1891)
- 23 marzo - Friedrich Rittelmeyer, teologo tedesco (n. 1872)
- 24 marzo - Maurizio Ferrante Gonzaga, nobile e generale italiano (n. 1861)
- 24 marzo - Jørgen-Frantz Jacobsen, scrittore faroese (n. 1900)
- 25 marzo - Giuseppe Guidi di Bagno, imprenditore e politico italiano (n. 1874)
- 25 marzo - Cornelius Gurlitt, architetto tedesco (n. 1850)
- 25 marzo - Osvaldo Paladini, ammiraglio italiano (n. 1866)
- 26 marzo - Phyllis Allen, attrice statunitense (n. 1861)
- 26 marzo - Giusto Ferrara, militare italiano (n. 1898)
- 26 marzo - Romolo Fowst, militare italiano (n. 1893)
- 27 marzo - Romolo Bacchini, regista, musicista e attore italiano (n. 1872)
- 27 marzo - Frigyes Mezei, velocista ungherese (n. 1887)
- 27 marzo - A. W. Sandberg, regista e sceneggiatore danese (n. 1887)
- 27 marzo - Tom Seeberg, tiratore a segno norvegese (n. 1860)
- 27 marzo - William Stern, psicologo e filosofo tedesco (n. 1871)
- 28 marzo - Federico Cozzolino, militare e aviatore italiano (n. 1913)
- 28 marzo - Émile Deriaz, atleta, sollevatore e wrestler svizzero (n. 1879)
- 28 marzo - Edward Mandell House, diplomatico statunitense (n. 1858)
- 28 marzo - Tommaso Parini, militare e aviatore italiano (n. 1907)
- 28 marzo - Giovanni Thun Hohenstein, militare italiano (n. 1913)
- 28 marzo - Zheng Xiaoxu, politico, diplomatico e calligrafo cinese (n. 1860)
- 30 marzo - Umberto Coppini, aviatore e militare italiano (n. 1916)
- 30 marzo - Antonio Floris, militare italiano (n. 1914)
- 31 marzo - Sulaiman di Selangor, sovrano malese (n. 1863)
- 31 marzo - Renzo Bertoni, militare italiano (n. 1907)
- 31 marzo - Willem Kloos, poeta olandese (n. 1859)
- 31 marzo - Edward Meyrick, entomologo inglese (n. 1854)

## Aprile(62)
- 1º aprile - Alessandro Pertoldeo, militare italiano (n. 1905)
- 2 aprile - Antonio Bortone, scultore italiano (n. 1844)
- 3 aprile - Enrico Tarenghi, pittore italiano (n. 1848)
- 4 aprile - James Carew, attore statunitense (n. 1876)
- 4 aprile - Washington Serafini, militare italiano (n. 1913)
- 4 aprile - Carlo Vignoli, filologo e insegnante italiano (n. 1878)
- 5 aprile - Helena Westermarck, pittrice e scrittrice finlandese (n. 1857)
- 7 aprile - Suzanne Valadon, pittrice, modella e circense francese (n. 1865)
- 8 aprile - Johann Jakob Früh, geografo svizzero (n. 1852)
- 8 aprile - Giuseppe Moles, militare italiano (n. 1911)
- 8 aprile - Salvatore Moriconi, militare italiano (n. 1914)
- 8 aprile - George Mountbatten, nobile inglese (n. 1892)
- 8 aprile - Giovanni Torlonia, nobile e politico italiano (n. 1873)
- 9 aprile - Alfonso Di Legge, matematico e astronomo italiano (n. 1847)
- 9 aprile - Giorgio Pazzini, militare italiano (n. 1912)
- 9 aprile - Salvatore Puglisi, militare italiano (n. 1913)
- 10 aprile - King Oliver, compositore e direttore d'orchestra statunitense (n. 1885)
- 12 aprile - Edgar Jepson, scrittore inglese (n. 1863)
- 12 aprile - Fëdor Ivanovič Šaljapin, basso russo (n. 1873)
- 12 aprile - Johannes Thienemann, ornitologo tedesco (n. 1863)
- 12 aprile - Serafin e Joaquin Álvarez Quintero, commediografo e librettista spagnolo (n. 1871)
- 13 aprile - Silvio Flor, politico italiano (n. 1879)
- 13 aprile - Grey Owl, scrittore inglese (n. 1888)
- 13 aprile - Bruno di Montegnacco, aviatore italiano (n. 1910)
- 14 aprile - Gillis Grafström, pattinatore artistico su ghiaccio svedese (n. 1893)
- 14 aprile - Vladimir Ivanovič Narbut, poeta e editore sovietico (n. 1888)
- 15 aprile - Anders Severin Donner, astronomo finlandese (n. 1854)
- 15 aprile - Giuseppe Lo Moro, militare e aviatore italiano (n. 1910)
- 15 aprile - César Vallejo, poeta e scrittore peruviano (n. 1892)
- 16 aprile - Steve Bloomer, allenatore di calcio, giocatore di baseball e calciatore inglese (n. 1874)
- 16 aprile - Antonio Bossonetto, militare e medico italiano (n. 1911)
- 16 aprile - Bertram Mills, imprenditore britannico (n. 1873)
- 16 aprile - Domenico Andrea Spada, politico italiano (n. 1861)
- 17 aprile - Viktor von Scheuchenstuel, generale austro-ungarico (n. 1857)
- 17 aprile - Carl Schmidt, orientalista tedesco (n. 1868)
- 18 aprile - Adriano Bacula, militare e aviatore italiano (n. 1894)
- 18 aprile - Phil Bryant, arciere statunitense (n. 1878)
- 19 aprile - Mario Gabinio, fotografo e alpinista italiano (n. 1871)
- 19 aprile - Henry Newbolt, poeta, scrittore e storico inglese (n. 1862)
- 19 aprile - Georg Schrimpf, pittore tedesco (n. 1889)
- 20 aprile - Johann Rudolf Katz, chimico, medico e docente olandese (n. 1880)
- 21 aprile - Oscar Bie, pubblicista, musicologo e storico dell'arte tedesco (n. 1864)
- 21 aprile - Ottoline Morrell, nobildonna britannica (n. 1873)
- 21 aprile - Muhammad Iqbal, poeta, filosofo e politico pakistano (n. 1877)
- 21 aprile - Boris Andreevič Pil'njak, scrittore russo (n. 1894)
- 22 aprile - Paolo Ferretti, insegnante italiano (n. 1866)
- 24 aprile - Andrea Balletti, storico, letterato e avvocato italiano (n. 1850)
- 25 aprile - Alfonso Di Vestea, medico, batteriologo e virologo italiano (n. 1854)
- 25 aprile - Nikolaj Fëdorovič Gikalo, rivoluzionario e politico sovietico (n. 1897)
- 25 aprile - Raymond de La Tailhède, poeta francese (n. 1867)
- 25 aprile - Giuseppe Lubatti, calciatore italiano
- 25 aprile - Rudolf Stammler, giurista tedesco (n. 1856)
- 25 aprile - František Udržal, politico cecoslovacco (n. 1866)
- 26 aprile - Rafael Arnaiz Barón, religioso spagnolo (n. 1911)
- 27 aprile - Edmund Husserl, filosofo e matematico austriaco (n. 1859)
- 27 aprile - Hugo Schmölz, fotografo tedesco (n. 1879)
- 27 aprile - Morgan Singer, ammiraglio inglese (n. 1864)
- 28 aprile - Emilio Guarnaschelli, operaio e antifascista italiano (n. 1911)
- 28 aprile - Munírih Khánum, persiana (n. 1848)
- 28 aprile - Eduard Sthamer, storico tedesco (n. 1883)
- 29 aprile - Aleksandra L'vovna Sokolovskaja, politica e rivoluzionaria russa (n. 1872)
- 30 aprile - Pirro Marconi, archeologo italiano (n. 1897)

## Maggio(59)
- 1º maggio - Ettore Romagnoli, grecista, letterato e traduttore italiano (n. 1871)
- 4 maggio - Francesco Calì, militare italiano (n. 1915)
- 4 maggio - Kanō Jigorō, judoka e educatore giapponese (n. 1860)
- 4 maggio - Antonio Lorusso, militare italiano (n. 1906)
- 4 maggio - Carl von Ossietzky, giornalista tedesco (n. 1889)
- 6 maggio - Victor Cavendish, IX duca di Devonshire, nobile e politico britannico (n. 1868)
- 6 maggio - Domenico Siciliani, generale italiano (n. 1879)
- 7 maggio - Benjamin Abrahão Botto, fotografo libanese (n. 1890)
- 7 maggio - Octavian Goga, politico e poeta rumeno (n. 1881)
- 7 maggio - Papa Charlie Jackson, musicista statunitense (n. 1887)
- 8 maggio - Genja Jonas, fotografa tedesca (n. 1895)
- 8 maggio - Ivan Vesenjak, politico jugoslavo (n. 1880)
- 10 maggio - William Eagle Clarke, ornitologo britannico (n. 1853)
- 10 maggio - Enrico Rebuschini, presbitero italiano (n. 1860)
- 11 maggio - Marcus Lee Hansen, storico statunitense (n. 1892)
- 11 maggio - George Lyon, golfista canadese (n. 1858)
- 12 maggio - Luigi Rava, giurista e politico italiano (n. 1860)
- 13 maggio - Carlo Cressini, pittore italiano (n. 1864)
- 13 maggio - Aarne Roine, ginnasta finlandese (n. 1893)
- 14 maggio - Miguel Cabanellas Ferrer, generale e politico spagnolo (n. 1872)
- 14 maggio - Aaron Daggett, generale statunitense (n. 1837)
- 14 maggio - Rivo Ruggeri, militare italiano (n. 1912)
- 14 maggio - Robert Sutherland Rattray, antropologo statunitense (n. 1881)
- 15 maggio - Cao Kun, generale e politico cinese (n. 1862)
- 15 maggio - Gheorghe Marinescu, neurologo rumeno (n. 1863)
- 15 maggio - Bernhard Seuffert, filologo austriaco (n. 1853)
- 15 maggio - Eugenio Siena, pilota automobilistico italiano (n. 1905)
- 16 maggio - Lewis Bayly, ammiraglio britannico (n. 1857)
- 16 maggio - Erich Brunner, compositore di scacchi tedesco (n. 1885)
- 16 maggio - László Hartmann, pilota automobilistico ungherese (n. 1901)
- 16 maggio - Joseph Baermann Strauss, ingegnere statunitense (n. 1870)
- 17 maggio - Wilhelm Brekke, calciatore norvegese (n. 1887)
- 17 maggio - Emmanuel Malynski, saggista polacco (n. 1875)
- 17 maggio - Bill Quash, calciatore e crickettista inglese (n. 1868)
- 19 maggio - John Frederick Bailey, botanico australiano (n. 1866)
- 20 maggio - Achille Bertarelli, collezionista d'arte e scrittore italiano (n. 1863)
- 20 maggio - Pietro Burgatti, matematico e fisico italiano (n. 1868)
- 21 maggio - Vittorio Alpe, agronomo italiano (n. 1859)
- 21 maggio - Frank Jefferis, calciatore inglese (n. 1884)
- 21 maggio - Edgar Lewis, regista, attore e sceneggiatore statunitense (n. 1869)
- 22 maggio - Vittorio Cavalleri, pittore italiano (n. 1860)
- 22 maggio - William Glackens, pittore statunitense (n. 1870)
- 22 maggio - Henri Lioret, ingegnere e inventore francese (n. 1848)
- 22 maggio - Víctor Morales, calciatore cileno (n. 1905)
- 22 maggio - Jacob Wackernagel, linguista svizzero (n. 1853)
- 23 maggio - Jevhen Oleksijovyč Konovalec', militare e politico ucraino (n. 1891)
- 23 maggio - Thomas R. Limerick, criminale statunitense (n. 1903)
- 23 maggio - Gordon McDonald, calciatore canadese (n. 1878)
- 26 maggio - John Jacob Abel, biochimico e farmacologo statunitense (n. 1857)
- 27 maggio - Filippo Carli, economista, sociologo e politico italiano (n. 1876)
- 27 maggio - Aubert Côté, lottatore canadese (n. 1881)
- 29 maggio - Miguel Fleta, tenore spagnolo (n. 1897)
- 29 maggio - Hans Hellmann, fisico e chimico tedesco (n. 1903)
- 29 maggio - Pietro Lanza di Scalea, nobile e politico italiano (n. 1863)
- 30 maggio - Igino Maria Serci Vaquer, vescovo cattolico italiano (n. 1884)
- 31 maggio - Hale Asaf, pittrice turca (n. 1905)
- 31 maggio - Max Blecher, scrittore e poeta rumeno (n. 1909)
- 31 maggio - John Furla, maratoneta statunitense (n. 1870)
- 31 maggio - Gastone Picchini, militare e aviatore italiano (n. 1916)

## Giugno(46)
- 1º giugno - Ödön von Horváth, drammaturgo e scrittore austriaco (n. 1901)
- 1º giugno - David Wall, attore canadese (n. 1870)
- 1º giugno - Knut Agathon Wallenberg, banchiere e politico svedese (n. 1853)
- 2 giugno - Luigi Spellanzon, militare italiano (n. 1913)
- 2 giugno - Alessandro Tonani, ciclista su strada e pistard italiano (n. 1898)
- 3 giugno - Guido Bertini, commediografo, poeta e pittore italiano (n. 1872)
- 3 giugno - Gino De Marchi, regista e antifascista italiano (n. 1902)
- 3 giugno - John Flanagan, discobolo, martellista e tiratore di fune irlandese (n. 1868)
- 3 giugno - Vittorio Guaccimanni, pittore e incisore italiano (n. 1859)
- 3 giugno - Édouard-Alfred Martel, speleologo, geografo e cartografo francese (n. 1859)
- 3 giugno - Guido Pellizzari, chimico italiano (n. 1858)
- 3 giugno - Arnaldo Silva, politico e antifascista italiano (n. 1887)
- 4 giugno - Frederick Agnew Gill, giocatore di polo britannico (n. 1873)
- 4 giugno - Duilio Nicchiarelli, militare e aviatore italiano (n. 1915)
- 5 giugno - Mikuláš Galanda, pittore e illustratore slovacco (n. 1895)
- 5 giugno - Velia Titta, poetessa e romanziera italiana (n. 1890)
- 6 giugno - Rafael Guízar Valencia, vescovo cattolico e santo messicano (n. 1878)
- 7 giugno - Harry Corner, crickettista britannico (n. 1874)
- 7 giugno - Jenő Dsida, poeta e traduttore ungherese (n. 1907)
- 8 giugno - Ottavio Lanza Branciforte, nobile, militare e politico italiano (n. 1863)
- 10 giugno - Rinčingijn Ėlbėgdorž, rivoluzionario e politico mongolo (n. 1888)
- 10 giugno - Eugenia Falleni, criminale australiano (n. 1875)
- 10 giugno - Dmitrij Petrovič Žloba, militare sovietico (n. 1887)
- 11 giugno - Mathilda Ranch, fotografa svedese (n. 1860)
- 11 giugno - Lajos Tihanyi, pittore e litografo ungherese (n. 1885)
- 13 giugno - Charles Edouard Guillaume, fisico svizzero (n. 1861)
- 14 giugno - William Wallace Campbell, astronomo statunitense (n. 1862)
- 15 giugno - Ernst Ludwig Kirchner, pittore e scultore tedesco (n. 1880)
- 16 giugno - Günther von Krosigk, ammiraglio tedesco (n. 1860)
- 17 giugno - Allard H. Gasque, politico statunitense (n. 1873)
- 18 giugno - Stanisław Car, politico e giurista polacco (n. 1882)
- 20 giugno - Liselotte Herrmann, antifascista tedesca (n. 1909)
- 21 giugno - Maria Louise Kirk, pittrice e illustratrice statunitense (n. 1860)
- 21 giugno - Guido Petropoli, militare italiano (n. 1913)
- 22 giugno - Herbert Jamison, velocista statunitense (n. 1875)
- 23 giugno - Cecilia Cavendish-Bentinck, nobildonna britannica (n. 1862)
- 23 giugno - Charles Hennemann, discobolo e martellista statunitense (n. 1866)
- 24 giugno - Giovanni Ruazzi, militare italiano (n. 1914)
- 25 giugno - Carlotta Brianza, ballerina italiana (n. 1865)
- 25 giugno - Nikolaj Sergeevič Trubeckoj, linguista russo (n. 1890)
- 25 giugno - Hans von Voltelini, giurista e storico austriaco (n. 1862)
- 26 giugno - James Weldon Johnson, scrittore e poeta statunitense (n. 1871)
- 26 giugno - Daria Pratt, golfista statunitense (n. 1859)
- 28 giugno - Lazare Meerson, scenografo russo (n. 1900)
- 30 giugno - Giorgio Muggiani, illustratore, grafico e dirigente sportivo italiano (n. 1887)
- 30 giugno - Milan Rakić, scrittore serbo (n. 1876)

## Luglio(87)
- 1º luglio - Carrie Daumery, attrice belga (n. 1863)
- 2 luglio - Lau Lauritzen, regista, sceneggiatore e attore danese (n. 1878)
- 2 luglio - Oreste Ravanello, organista e compositore italiano (n. 1871)
- 4 luglio - Carlo d'Ippolito, politico italiano (n. 1860)
- 4 luglio - Suzanne Lenglen, tennista francese (n. 1899)
- 4 luglio - Archibald Berkeley Milne, ammiraglio britannico (n. 1855)
- 5 luglio - Otto Bauer, politico austriaco (n. 1881)
- 5 luglio - Romolo Caggese, storico italiano (n. 1881)
- 5 luglio - László Széchenyi, nobile e diplomatico ungherese (n. 1879)
- 5 luglio - Giovanni Vittani, archivista, paleografo e storico italiano (n. 1875)
- 6 luglio - Ulrich Stutz, giurista e storico tedesco (n. 1868)
- 7 luglio - Gabriel Astruc, impresario teatrale, editore e giornalista francese (n. 1864)
- 7 luglio - Webster Cullison, regista statunitense (n. 1880)
- 7 luglio - Shūji Doi, pallanuotista giapponese (n. 1909)
- 8 luglio - Romolo Briglia, militare italiano (n. 1912)
- 8 luglio - Gustav Pauli, storico dell'arte tedesco (n. 1866)
- 9 luglio - Benjamin Nathan Cardozo, giudice statunitense (n. 1870)
- 9 luglio - Claude Montefiore, storico e teologo britannico (n. 1858)
- 9 luglio - Frederick Peterson, neurologo e pittore statunitense (n. 1859)
- 10 luglio - Alberto Gasco, critico musicale, compositore e scrittore italiano (n. 1879)
- 11 luglio - Umberto Blasi, maratoneta italiano (n. 1886)
- 12 luglio - Ynes Mexia, botanica statunitense (n. 1870)
- 13 luglio - Mario Cenzi, militare e aviatore italiano (n. 1912)
- 13 luglio - Bruno Cesana, militare e aviatore italiano (n. 1910)
- 13 luglio - Tullio Giannotti, militare italiano (n. 1891)
- 13 luglio - Antonio Grassi, militare italiano (n. 1897)
- 13 luglio - Arthur Hotaling, regista e produttore cinematografico statunitense (n. 1873)
- 13 luglio - Emil Kirdorf, imprenditore tedesco (n. 1847)
- 13 luglio - Carlo Lenci, militare italiano (n. 1898)
- 14 luglio - Sergio Bronzi, militare italiano (n. 1912)
- 14 luglio - Isaac Goldberg, giornalista, scrittore e traduttore statunitense (n. 1887)
- 14 luglio - Alfred Tutton, chimico britannico (n. 1864)
- 15 luglio - Auguste Hohenschild, contralto e insegnante tedesca (n. 1851)
- 15 luglio - Giovanni Pedrotti, alpinista, etnografo e naturalista italiano (n. 1867)
- 15 luglio - Aurelio Pozzi, militare e aviatore italiano (n. 1913)
- 16 luglio - Trygve Aasen, calciatore norvegese (n. 1900)
- 16 luglio - Jack Dunn, pattinatore artistico su ghiaccio britannico (n. 1917)
- 16 luglio - Giulio Serafini, cardinale e vescovo cattolico italiano (n. 1867)
- 17 luglio - Odorico Panfili, militare italiano (n. 1911)
- 17 luglio - Luigi Selvatico, pittore italiano (n. 1873)
- 17 luglio - Robert Wiene, regista, sceneggiatore e produttore cinematografico tedesco (n. 1873)
- 18 luglio - Giorgio Frattini, militare e aviatore italiano (n. 1910)
- 18 luglio - Maria di Sassonia-Coburgo-Gotha, principessa (n. 1875)
- 19 luglio - Amerigo Canegrati, pittore italiano (n. 1900)
- 19 luglio - Alfredo Casardi, militare italiano (n. 1912)
- 19 luglio - Harvey Clark, attore statunitense (n. 1885)
- 20 luglio - Luigi Giovè, militare italiano (n. 1893)
- 20 luglio - Alois Scheiwiler, vescovo cattolico svizzero (n. 1872)
- 21 luglio - Dario Grixoni, militare italiano (n. 1910)
- 21 luglio - Emanuele Guttadauro, militare italiano (n. 1889)
- 21 luglio - Owen Wister, scrittore statunitense (n. 1860)
- 22 luglio - Ernest William Brown, matematico e astronomo inglese (n. 1866)
- 22 luglio - Enrico Degli Incerti, aviatore e militare italiano (n. 1909)
- 22 luglio - Francesco Del Grosso, militare e pistard italiano (n. 1899)
- 22 luglio - Dino Oliosi, militare e aviatore italiano (n. 1916)
- 23 luglio - Modesto Della Porta, poeta italiano (n. 1885)
- 23 luglio - Renato Gomez de Ayala, militare italiano (n. 1912)
- 23 luglio - Francesco Lauretta, militare italiano (n. 1914)
- 23 luglio - Giorgio Maccagno, militare italiano (n. 1913)
- 23 luglio - Mario Ulivelli, militare italiano (n. 1914)
- 25 luglio - Luis Altamirano, generale e politico cileno (n. 1876)
- 25 luglio - Raffaello Baldi Papini, dirigente d'azienda e politico italiano (n. 1872)
- 25 luglio - Francesco I del Liechtenstein, principe austriaco (n. 1853)
- 25 luglio - Lamberto Fruttini, militare e aviatore italiano (n. 1899)
- 25 luglio - Jack Judge, compositore inglese (n. 1872)
- 25 luglio - Arthur Kaufmann, giurista e scacchista austriaco (n. 1872)
- 25 luglio - Arnaldo Moro, militare e aviatore italiano (n. 1908)
- 25 luglio - Carlo Alfonso Nallino, islamista e arabista italiano (n. 1872)
- 26 luglio - Daisy Greville, contessa di Warwick, nobildonna inglese (n. 1861)
- 26 luglio - Dmitrij Pavlovič Grigorovič, ingegnere aeronautico sovietico (n. 1883)
- 27 luglio - Enrico Asinari di San Marzano, generale e politico italiano (n. 1869)
- 27 luglio - Tom Crean, esploratore e militare irlandese (n. 1877)
- 27 luglio - John Exley, canottiere statunitense (n. 1867)
- 27 luglio - Michail Dmitrievič Velikanov, militare sovietico (n. 1892)
- 28 luglio - Jakov Davydov, agente segreto, diplomatico e politico sovietico (n. 1888)
- 28 luglio - Lampião, brigante brasiliano (n. 1897)
- 28 luglio - Valerij Ivanovič Mežlauk, politico sovietico (n. 1893)
- 28 luglio - Jukums Vācietis, generale lettone (n. 1873)
- 29 luglio - Pavel Efimovič Dybenko, rivoluzionario, politico e generale sovietico (n. 1889)
- 29 luglio - Jakov Arkad'evič Jakovlev, politico sovietico (n. 1896)
- 29 luglio - Vil'gel'm Knorin, rivoluzionario, politico e storico sovietico (n. 1890)
- 29 luglio - Nikolaj Vasil'evič Krylenko, giurista sovietico (n. 1885)
- 29 luglio - Osip Pjatnickij, rivoluzionario e politico sovietico (n. 1882)
- 29 luglio - Jan Rudzutak, rivoluzionario, politico e sindacalista sovietico (n. 1887)
- 29 luglio - Matvej Ivanovič Skobelev, rivoluzionario e politico russo (n. 1885)
- 30 luglio - John Derbyshire, nuotatore e pallanuotista britannico (n. 1878)
- 30 luglio - William Hennessy, lottatore statunitense (n. 1872)

## Agosto(68)
- 1º agosto - John Aasen, attore statunitense (n. 1890)
- 1º agosto - Andrej Sergeevič Bubnov, politico e militare sovietico (n. 1884)
- 1º agosto - Edmund Tarbell, pittore statunitense (n. 1862)
- 2 agosto - Frank Barnwell, ingegnere e aviatore britannico (n. 1880)
- 2 agosto - Lewis Clive, canottiere britannico (n. 1910)
- 2 agosto - Jakov Michajlovič Jurovskij, rivoluzionario russo (n. 1878)
- 2 agosto - Adolf Jülicher, teologo e biblista tedesco (n. 1857)
- 2 agosto - Malcolm Donald Murray, ufficiale scozzese (n. 1867)
- 3 agosto - August Achtenhagen, pittore tedesco (n. 1865)
- 4 agosto - Rudolf G. Binding, scrittore tedesco (n. 1867)
- 4 agosto - Pearl White, attrice e cantante statunitense (n. 1889)
- 6 agosto - John G. Blystone, regista statunitense (n. 1892)
- 6 agosto - Baldassarre Castiglioni, avvocato e politico italiano (n. 1851)
- 6 agosto - Warner Oland, attore svedese (n. 1879)
- 7 agosto - Konstantin Sergeevič Stanislavskij, attore, regista teatrale e insegnante russo (n. 1863)
- 9 agosto - Leo Frobenius, etnologo e africanista tedesco (n. 1873)
- 9 agosto - Antonio Loperfido, ingegnere, geografo e geodeta italiano (n. 1859)
- 10 agosto - Nicola Parravano, chimico italiano (n. 1883)
- 10 agosto - Justo Suárez, pugile argentino (n. 1909)
- 11 agosto - Corrado Baccarini, aviatore italiano (n. 1914)
- 12 agosto - Ludwig Borchardt, archeologo tedesco (n. 1863)
- 12 agosto - Paul Du Bois, scultore e medaglista belga (n. 1859)
- 13 agosto - Grit Haid, attrice austriaca (n. 1900)
- 14 agosto - Vittorio Cerri, ammiraglio italiano (n. 1857)
- 14 agosto - Jakob Erckrath de Bary, schermidore tedesco (n. 1864)
- 14 agosto - Nikolaj Grigor'ev, scacchista e compositore di scacchi russo (n. 1895)
- 14 agosto - Abraham Zevi Idelsohn, musicista e etnologo lettone (n. 1882)
- 14 agosto - Iskandar di Perak, sovrano malese (n. 1876)
- 14 agosto - Landon Ronald, direttore d'orchestra, compositore e pianista inglese (n. 1873)
- 15 agosto - Nicola Romeo, ingegnere e imprenditore italiano (n. 1876)
- 16 agosto - Andrej Hlinka, presbitero e politico slovacco (n. 1864)
- 16 agosto - Robert Johnson, cantautore e chitarrista statunitense (n. 1911)
- 16 agosto - Giuseppe Lombardo Radice, pedagogista e filosofo italiano (n. 1879)
- 16 agosto - Marcel Pauker, politico rumeno (n. 1896)
- 17 agosto - Jane Toppan, assassina seriale statunitense (n. 1854)
- 18 agosto - Giuseppe Burei, aviatore italiano (n. 1902)
- 18 agosto - Mario Chiesa, militare e prefetto italiano (n. 1898)
- 18 agosto - Marvin Loback, attore statunitense (n. 1896)
- 19 agosto - Basil Bennett, martellista statunitense (n. 1894)
- 19 agosto - Arcangelo Ghisleri, geografo, filosofo e politico italiano (n. 1855)
- 20 agosto - Bob Howarth, calciatore inglese (n. 1865)
- 20 agosto - Eugène Osty, medico e parapsicologo francese (n. 1874)
- 21 agosto - Renato Catena, militare italiano (n. 1918)
- 21 agosto - Severino Vazquez, militare spagnolo (n. 1913)
- 23 agosto - Antonino Alessi, militare italiano (n. 1912)
- 23 agosto - Théodor Axentowicz, pittore polacco (n. 1859)
- 23 agosto - Aldo Bracco, militare e aviatore italiano (n. 1916)
- 23 agosto - John Nicholas Luff, filatelista statunitense (n. 1860)
- 24 agosto - Michael Begley, canottiere statunitense (n. 1872)
- 25 agosto - Johannes van Dijk, canottiere olandese (n. 1868)
- 25 agosto - Adolf Fischera, calciatore austriaco (n. 1888)
- 25 agosto - George Gaidzik, tuffatore statunitense (n. 1885)
- 25 agosto - Aleksandr Ivanovič Kuprin, scrittore russo (n. 1870)
- 26 agosto - Enrico Clerici, mineralogista italiano (n. 1862)
- 26 agosto - Millosh Gjergj Nikolla, poeta albanese (n. 1911)
- 26 agosto - Otto Bruno Schoenfeld, schermidore e wrestler tedesco (n. 1871)
- 26 agosto - Colin Veitch, calciatore e allenatore di calcio inglese (n. 1881)
- 27 agosto - Vojtech Holesch, architetto slovacco (n. 1892)
- 28 agosto - Gavriil Vasil'evič Ksenofontov, etnologo e politico russo (n. 1888)
- 29 agosto - Joseph Bédier, filologo francese (n. 1864)
- 29 agosto - Cesare Facciani, ciclista su strada e pistard italiano (n. 1905)
- 29 agosto - Frigyes Karinthy, scrittore, poeta e drammaturgo austro-ungarico (n. 1887)
- 29 agosto - Béla Kun, politico ungherese (n. 1886)
- 29 agosto - Ismaele Voltolini, tenore italiano (n. 1887)
- 30 agosto - Oscar Dessomville, canottiere belga (n. 1876)
- 30 agosto - Friedrich Opel, imprenditore e ciclista su strada tedesco (n. 1875)
- 30 agosto - James Sylvester Scott, compositore statunitense (n. 1886)
- 30 agosto - Waldemar Young, sceneggiatore statunitense (n. 1878)

## Settembre(49)
- 2 settembre - Ángel Arocha, calciatore spagnolo (n. 1907)
- 4 settembre - Oreste Candi, liutaio italiano (n. 1865)
- 4 settembre - Al Ernest Garcia, attore statunitense (n. 1887)
- 4 settembre - Patrick Joseph Hayes, cardinale e arcivescovo cattolico statunitense (n. 1867)
- 5 settembre - Rudolf Biebrach, attore e regista tedesco (n. 1886)
- 5 settembre - Cammillo Lelli, politico italiano (n. 1849)
- 6 settembre - Alfonso di Borbone-Spagna, principe spagnolo (n. 1907)
- 6 settembre - Mary Fraser Tytler, artista britannica (n. 1849)
- 6 settembre - Natale Krekich, politico e patriota italiano (n. 1857)
- 6 settembre - Camillo Laurenti, cardinale italiano (n. 1861)
- 6 settembre - Karl Malmström, tuffatore svedese (n. 1875)
- 7 settembre - Karl Seidensacher, ammiraglio austriaco (n. 1862)
- 8 settembre - Tito Maria Cucchi, teologo e vescovo cattolico italiano (n. 1860)
- 8 settembre - Derrick Norman Lehmer, matematico statunitense (n. 1867)
- 8 settembre - Agustín Magaldi, cantautore argentino (n. 1898)
- 10 settembre - Giuseppe Mazzoli, militare italiano (n. 1897)
- 11 settembre - Jean Longuet, politico, avvocato e giornalista francese (n. 1876)
- 11 settembre - Aldo Marazza, pilota automobilistico italiano (n. 1912)
- 12 settembre - Arturo di Connaught, principe inglese (n. 1883)
- 12 settembre - Maria Antonietta di Borbone-Due Sicilie, nobile italiana (n. 1851)
- 13 settembre - Samuel Alexander, filosofo australiano (n. 1859)
- 14 settembre - Giuseppe Stefanini, geografo, geologo e paleontologo italiano (n. 1882)
- 15 settembre - Cesare Ratta, tipografo italiano (n. 1857)
- 15 settembre - Friedrich Wilhelm Sander, ingegnere e imprenditore tedesco (n. 1885)
- 15 settembre - Thomas Wolfe, scrittore e poeta statunitense (n. 1900)
- 17 settembre - Bruno Jasieński, scrittore polacco (n. 1901)
- 17 settembre - Nikolaj Dmitrievič Kondrat'ev, economista sovietico (n. 1892)
- 17 settembre - Sadao Yamanaka, regista e sceneggiatore giapponese (n. 1909)
- 18 settembre - Horace Trumbauer, architetto statunitense (n. 1868)
- 19 settembre - Reginald Brooks-King, arciere britannico (n. 1861)
- 19 settembre - Pauline Frederick, attrice statunitense (n. 1883)
- 20 settembre - Anna Maria Tauscher van den Bosch, religiosa tedesca (n. 1855)
- 21 settembre - Ivana Brlić-Mažuranić, scrittrice croata (n. 1874)
- 21 settembre - Harry Garson, regista e produttore cinematografico statunitense (n. 1882)
- 21 settembre - Giuseppe Gerola, storico italiano (n. 1877)
- 22 settembre - Giuseppe Borghese, militare italiano (n. 1906)
- 22 settembre - Roberto Boselli, militare italiano (n. 1911)
- 23 settembre - Filippo De Filippi, medico e viaggiatore italiano (n. 1869)
- 23 settembre - Maurice d'Ocagne, matematico e ingegnere francese (n. 1862)
- 23 settembre - Ernst-Alfred Thalmann, calciatore svizzero (n. 1881)
- 24 settembre - Joe Ball, serial killer statunitense (n. 1896)
- 24 settembre - Eugène Delâtre, incisore e pittore francese (n. 1864)
- 24 settembre - Dionys Schönecker, allenatore di calcio e calciatore austriaco (n. 1888)
- 24 settembre - Silvano del Monte Athos, mistico russo (n. 1866)
- 25 settembre - Jeanne Jacquemin, pittrice e disegnatrice francese (n. 1863)
- 27 settembre - Sergej Kaminer, scacchista e compositore di scacchi sovietico (n. 1906)
- 28 settembre - Con Conrad, compositore e paroliere statunitense (n. 1891)
- 29 settembre - Guido Albertelli, ingegnere, progettista e politico italiano (n. 1867)
- 29 settembre - Alfred Krauß, generale e politico austriaco (n. 1862)

## Ottobre(50)
- 1º ottobre - Conway Tearle, attore statunitense (n. 1878)
- 1º ottobre - Achille Tellini, naturalista, geologo e linguista italiano (n. 1866)
- 1º ottobre - Otto Warburg, botanico tedesco (n. 1859)
- 1º ottobre - Giovanni II Nepomuceno di Schwarzenberg, nobile, politico e imprenditore boemo (n. 1860)
- 2 ottobre - Alexandru Averescu, politico e generale rumeno (n. 1859)
- 2 ottobre - Empedocle Restivo, giurista e politico italiano (n. 1876)
- 3 ottobre - Vіktor Stepanovyč Kosenko, compositore, pianista e docente russo (n. 1896)
- 5 ottobre - Sebastiano Castagna, militare e ingegnere italiano (n. 1868)
- 5 ottobre - Maria Faustina Kowalska, religiosa polacca (n. 1905)
- 6 ottobre - Carlo Pinto, magistrato e politico italiano (n. 1866)
- 8 ottobre - Hnat Chotkevyč, scrittore, etnografo e compositore ucraino (n. 1877)
- 8 ottobre - George W. Lederer, regista, produttore cinematografico e attore statunitense (n. 1862)
- 8 ottobre - James O'Neill, attore statunitense (n. 1863)
- 8 ottobre - Lorenzo Prola, militare italiano (n. 1912)
- 8 ottobre - Karl Sudhoff, storico tedesco (n. 1853)
- 9 ottobre - William H. Clifford, sceneggiatore e regista statunitense (n. 1874)
- 10 ottobre - Achille Dardano, geografo e cartografo italiano (n. 1870)
- 10 ottobre - Vasilij Oščepkov, artista marziale russo (n. 1893)
- 11 ottobre - Hugo Reichenberger, direttore d'orchestra e compositore tedesco (n. 1873)
- 12 ottobre - Aleksandr Grigor'evič Archangel'skij, poeta russo (n. 1889)
- 12 ottobre - Kirill Vladimirovič Romanov, russo (n. 1876)
- 13 ottobre - E. C. Segar, fumettista statunitense (n. 1894)
- 14 ottobre - Ludwig Können-Horák, generale austro-ungarico (n. 1861)
- 17 ottobre - Emilio Brambilla, giavellottista, lunghista e multiplista italiano (n. 1882)
- 17 ottobre - Karl Kautsky, filosofo, politologo e economista austriaco (n. 1854)
- 17 ottobre - Luigi Leone, scrittore e politico italiano (n. 1858)
- 17 ottobre - Aleksander Michałowski, pedagogo, pianista e compositore polacco (n. 1851)
- 17 ottobre - May Morris, artigiana e insegnante britannica (n. 1862)
- 18 ottobre - Paul Helbronner, alpinista, geodeta e ingegnere francese (n. 1871)
- 19 ottobre - Arsen Karađorđević, principe serbo (n. 1859)
- 20 ottobre - Rodolfo Namias, chimico, fotografo e saggista italiano (n. 1867)
- 21 ottobre - Mrs. William Bechtel, attrice statunitense (n. 1861)
- 21 ottobre - Dorothy Hale, attrice statunitense (n. 1905)
- 22 ottobre - May Irwin, attrice e cantante canadese (n. 1862)
- 22 ottobre - Vico Mantovani, ingegnere e politico italiano (n. 1869)
- 22 ottobre - Arcangelo Rotunno, presbitero, archeologo e scrittore italiano (n. 1852)
- 23 ottobre - Jean-Guy Gautier, rugbista a 15 e velocista francese (n. 1875)
- 24 ottobre - Ernst Barlach, scultore e scrittore tedesco (n. 1870)
- 25 ottobre - Paul Johner, scacchista svizzero (n. 1887)
- 25 ottobre - Alfonsina Storni, poetessa, drammaturga e giornalista svizzera (n. 1892)
- 27 ottobre - Lascelles Abercrombie, poeta, scrittore e critico letterario inglese (n. 1881)
- 27 ottobre - Alma Gluck, soprano rumeno (n. 1884)
- 27 ottobre - Ingolf Olsen, calciatore norvegese (n. 1907)
- 27 ottobre - Ricardo Samper, avvocato e politico spagnolo (n. 1881)
- 27 ottobre - Eva Tetrazzini, soprano italiano (n. 1862)
- 28 ottobre - Fred Kohler, attore statunitense (n. 1888)
- 31 ottobre - Jean Marie Joseph Degoutte, generale francese (n. 1866)
- 31 ottobre - August Gustafsson, tiratore di fune svedese (n. 1875)
- 31 ottobre - Mario Morasso, scrittore, poeta e saggista italiano (n. 1871)
- 31 ottobre - Henri Royer, pittore francese (n. 1869)

## Novembre(57)
- 1º novembre - Francis Jammes, poeta francese (n. 1868)
- 1º novembre - Guido Zannetti, aviatore e militare italiano (n. 1912)
- 5 novembre - Giovanni Cassis, magistrato, prefetto e politico italiano (n. 1853)
- 5 novembre - Thomas Dewing, pittore statunitense (n. 1851)
- 5 novembre - Georges Urbain, chimico francese (n. 1872)
- 6 novembre - Mary H. J. Henderson, militare scozzese (n. 1874)
- 7 novembre - Charles Malato, scrittore, giornalista e anarchico francese (n. 1857)
- 7 novembre - Georgij Konstantinovič Romanov, nobile russo (n. 1903)
- 9 novembre - Vasilij Konstantinovič Bljucher, generale e politico sovietico (n. 1889)
- 9 novembre - Ernst Eduard vom Rath, diplomatico tedesco (n. 1909)
- 10 novembre - Mustafa Kemal Atatürk, generale e politico turco (n. 1881)
- 10 novembre - Chris Fridfinnson, hockeista su ghiaccio canadese (n. 1898)
- 11 novembre - Mary Mallon, cuoca irlandese (n. 1869)
- 13 novembre - Duarte Leopoldo e Silva, arcivescovo cattolico brasiliano (n. 1867)
- 13 novembre - Franz Stöhr, politico tedesco (n. 1879)
- 14 novembre - Hans Christian Gram, medico, patologo e farmacologo danese (n. 1853)
- 14 novembre - William Lygon, VII conte Beauchamp, politico e nobile britannico (n. 1872)
- 14 novembre - Salvatore Poddighe, poeta italiano (n. 1871)
- 14 novembre - Camille Van Ronslé, missionario e vescovo cattolico belga (n. 1862)
- 15 novembre - André Blondel, ingegnere e fisico francese (n. 1863)
- 17 novembre - Hans Larwin, pittore austriaco (n. 1873)
- 17 novembre - Hubert S. Martin, diplomatico e educatore britannico (n. 1879)
- 17 novembre - Ante Trumbić, politico croato (n. 1864)
- 18 novembre - Raffa Garzia, critico letterario italiano (n. 1877)
- 19 novembre - Kaarlo Castrén, politico e banchiere finlandese (n. 1860)
- 19 novembre - Angiolo Del Santo, scultore italiano (n. 1882)
- 19 novembre - Remigio Renzi, organista e compositore italiano (n. 1857)
- 19 novembre - Lev Isaakovič Šestov, filosofo e scrittore russo (n. 1866)
- 20 novembre - Giuseppe Castellani, storico e numismatico italiano (n. 1858)
- 20 novembre - Edwin Hall, fisico statunitense (n. 1855)
- 20 novembre - Theodosia Harris, scrittrice e sceneggiatrice statunitense (n. 1877)
- 20 novembre - Mikito Takayasu, oculista giapponese (n. 1860)
- 20 novembre - Dikran Zaven, scrittore, editore e giornalista armeno (n. 1874)
- 20 novembre - Maud del Galles, regina britannica (n. 1869)
- 21 novembre - Leopold Godowski, compositore, pianista e insegnante lituano (n. 1870)
- 21 novembre - Jean d'Ylen, illustratore francese (n. 1886)
- 22 novembre - Sahachiro Hata, chimico e immunologo giapponese (n. 1873)
- 23 novembre - Ernesto Belloni, imprenditore, chimico e politico italiano (n. 1883)
- 23 novembre - Federico Craveri, carabiniere italiano (n. 1860)
- 23 novembre - Edouard de Laveleye, ingegnere, imprenditore e scrittore belga (n. 1854)
- 23 novembre - Erik Werenskiold, pittore e disegnatore norvegese (n. 1855)
- 24 novembre - Giovanni Giorgio di Sassonia, collezionista d'arte tedesco (n. 1869)
- 25 novembre - Otto von Lossow, generale tedesco (n. 1868)
- 26 novembre - Genesio Amadori, circense italiano (n. 1914)
- 26 novembre - Pietro Chimienti, politico italiano (n. 1864)
- 26 novembre - Orneore Metelli, pittore italiano (n. 1872)
- 26 novembre - Enrico Rosa, gesuita, scrittore e giornalista italiano (n. 1870)
- 26 novembre - Henri Villain, pittore e disegnatore francese (n. 1878)
- 27 novembre - Aloïs Boudry, pittore belga (n. 1851)
- 27 novembre - Romolo Carpi, tiratore di fune e sollevatore italiano (n. 1889)
- 27 novembre - Otto Dempwolff, linguista e antropologo tedesco (n. 1871)
- 27 novembre - Elia Volpi, mercante d'arte, antiquario e pittore italiano (n. 1858)
- 28 novembre - Svend Aage Castella, calciatore danese (n. 1890)
- 28 novembre - William McDougall, psicologo britannico (n. 1871)
- 29 novembre - Angelo Fortunato Formiggini, editore e scrittore italiano (n. 1878)
- 29 novembre - Branislaŭ Taraškievič, linguista e politico bielorusso (n. 1892)
- 30 novembre - Corneliu Zelea Codreanu, politico romeno (n. 1899)

## Dicembre(78)
- 1º dicembre - Franz Kossmat, geologo tedesco (n. 1871)
- 1º dicembre - Sergio Magri, militare e aviatore italiano (n. 1916)
- 1º dicembre - Alfredo Rodrigues Gaspar, politico portoghese (n. 1865)
- 1º dicembre - Julius von Schlosser, storico dell'arte austriaco (n. 1866)
- 3 dicembre - Vincenzo Camerini, avvocato e politico italiano (n. 1856)
- 3 dicembre - Antonia Pozzi, poetessa italiana (n. 1912)
- 3 dicembre - Juho Vennola, politico finlandese (n. 1875)
- 3 dicembre - Jan Visser jr., artista olandese (n. 1856)
- 4 dicembre - Franz Riklin, psichiatra e pittore svizzero (n. 1878)
- 4 dicembre - Ray Ruddy, nuotatore e pallanuotista statunitense (n. 1911)
- 5 dicembre - Pierre Payssé, ginnasta francese (n. 1873)
- 6 dicembre - Georgij Andreevič Baklanov, baritono lettone (n. 1881)
- 6 dicembre - Gaetano De Rosa, militare italiano (n. 1914)
- 6 dicembre - Martha Marek, criminale austriaca
- 6 dicembre - Italia Vitaliani, attrice teatrale italiana (n. 1866)
- 7 dicembre - Auguste Daumain, pistard e ciclista su strada francese (n. 1877)
- 7 dicembre - Reginald Turner, scrittore inglese (n. 1869)
- 7 dicembre - Goffredo Zaccherini, vescovo cattolico, teologo e scrittore italiano (n. 1871)
- 8 dicembre - Friedrich Glauser, scrittore svizzero (n. 1896)
- 9 dicembre - Paul Eichelmann, calciatore tedesco (n. 1879)
- 9 dicembre - Albert Eschenlohr, calciatore tedesco (n. 1898)
- 9 dicembre - Johannes van Laar, chimico olandese (n. 1860)
- 10 dicembre - Victor Archenoul, cavaliere francese (n. 1871)
- 10 dicembre - Paul Morgan, attore austriaco (n. 1886)
- 10 dicembre - Mario Pilati, compositore e musicista italiano (n. 1903)
- 11 dicembre - Donato Etna, generale e politico italiano (n. 1858)
- 11 dicembre - Christian Lous Lange, politico norvegese (n. 1869)
- 12 dicembre - Frances Blogg, scrittrice britannica (n. 1869)
- 12 dicembre - Albert Carré, librettista e attore francese (n. 1852)
- 12 dicembre - Mihrengiz Kadın, ottomana (n. 1869)
- 13 dicembre - Leandro Verì, carabiniere italiano (n. 1903)
- 14 dicembre - Maurice Emmanuel, compositore francese (n. 1862)
- 14 dicembre - Giuseppe Sidoli, militare italiano (n. 1905)
- 15 dicembre - Francesco Torraca, storico della letteratura, italianista e politico italiano (n. 1853)
- 16 dicembre - Howard Higgin, sceneggiatore e regista cinematografico statunitense (n. 1891)
- 17 dicembre - Arturo Nuvolari, ciclista su strada italiano (n. 1863)
- 17 dicembre - Ferdinando Rosati, politico italiano (n. 1898)
- 17 dicembre - Gustav Tammann, chimico tedesco (n. 1861)
- 19 dicembre - Heinrich Finke, storico tedesco (n. 1855)
- 20 dicembre - Lida Howell, arciera statunitense (n. 1859)
- 22 dicembre - Johannes Wilhjelm, pittore danese (n. 1868)
- 22 dicembre - Albert Fraenkel, medico tedesco (n. 1864)
- 22 dicembre - Aarne Pohjonen, ginnasta finlandese (n. 1886)
- 23 dicembre - Giuseppe Broglia, dirigente d'azienda e politico italiano (n. 1869)
- 23 dicembre - Robert Herrick, scrittore statunitense (n. 1868)
- 23 dicembre - Giorgio Morpurgo, ufficiale italiano (n. 1892)
- 24 dicembre - Philippe Féquant, generale francese (n. 1883)
- 24 dicembre - Giuseppe Marini, militare e aviatore italiano (n. 1915)
- 24 dicembre - Jack Pratt, attore, regista e sceneggiatore canadese (n. 1878)
- 24 dicembre - Lev Skrbenský Hříště, cardinale e arcivescovo cattolico ceco (n. 1863)
- 24 dicembre - Bruno Taut, architetto e urbanista tedesco (n. 1880)
- 25 dicembre - Karel Čapek, giornalista, scrittore e drammaturgo ceco (n. 1890)
- 25 dicembre - Richard Cummings, attore statunitense (n. 1858)
- 25 dicembre - Theodor Fischer, scultore, architetto e urbanista tedesco (n. 1862)
- 25 dicembre - Giuseppe Meridda, militare italiano (n. 1913)
- 25 dicembre - Harry Myers, attore, regista e sceneggiatore statunitense (n. 1882)
- 25 dicembre - Frederick Rinder, dirigente sportivo inglese (n. 1858)
- 26 dicembre - Fausto Beccalossi, militare italiano (n. 1915)
- 26 dicembre - Cassio Mastini, militare italiano (n. 1914)
- 26 dicembre - Walter Pasella, militare italiano (n. 1916)
- 26 dicembre - Anscar Vonier, teologo tedesco (n. 1875)
- 27 dicembre - Calvin Bridges, biologo statunitense (n. 1889)
- 27 dicembre - Eugène Chaperon, pittore francese (n. 1857)
- 27 dicembre - Zona Gale, scrittrice statunitense (n. 1874)
- 27 dicembre - Susan Macdowell Eakins, pittrice e fotografa statunitense (n. 1851)
- 27 dicembre - Osip Ėmil'evič Mandel'štam, poeta, letterato e saggista russo (n. 1891)
- 27 dicembre - Ferruccio Corradino Squarcia, militare, calciatore e giornalista italiano (n. 1910)
- 27 dicembre - Emile Vandervelde, politico belga (n. 1866)
- 28 dicembre - Aldo Gasparini, militare e aviatore italiano (n. 1915)
- 28 dicembre - Florence Lawrence, attrice e inventrice canadese (n. 1886)
- 30 dicembre - Augusto Frediani, circense italiano (n. 1846)
- 30 dicembre - Aleksander Kakowski, cardinale e arcivescovo cattolico polacco (n. 1862)
- 30 dicembre - Gaetano Moretti, architetto italiano (n. 1860)
- 30 dicembre - Ugo Zannier, militare e aviatore italiano (n. 1913)
- 31 dicembre - Riccardo Balsamo Crivelli, poeta italiano (n. 1874)
- 31 dicembre - Bruno Grilli, militare italiano (n. 1914)
- 31 dicembre - Richard Roland Holst, pittore olandese (n. 1868)
- 31 dicembre - Carlo Moneta, militare italiano (n. 1894)

## Senza giorno specificato(54)
- Edgard Allix, economista francese (n. 1874)
- Piero Aloisi, mineralogista italiano (n. 1881)
- Domenico Anderson, fotografo italiano (n. 1854)
- Vicente Bachero, ciclista su strada spagnolo (n. 1905)
- Adolfo Belimbau, pittore italiano (n. 1845)
- Walter R. Booth, illusionista e regista britannico (n. 1869)
- Linda Burfield Hazzard, medico statunitense (n. 1867)
- Giuseppe Cannovale, ingegnere, urbanista e imprenditore italiano (n. 1864)
- Enrico Cavaglià, avvocato e giurista italiano (n. 1857)
- Pietro Croci, giornalista italiano (n. 1871)
- Octave Crouzon, neurologo francese (n. 1874)
- Ferdinand-Jean Darier, dermatologo francese (n. 1856)
- Luigi De Luca, scultore italiano (n. 1857)
- Antonio della Porta, giornalista, poeta e scrittore italiano (n. 1868)
- Daniele Donghi, ingegnere italiano (n. 1861)
- Minnie Egener, mezzosoprano statunitense (n. 1881)
- Simon Eremian, scrittore, storico e monaco cristiano armeno (n. 1871)
- Julia Constance Fletcher, scrittrice inglese (n. 1853)
- Luigi Freguglia, militare italiano (n. 1888)
- Giuseppe Gambogi, scultore italiano (n. 1862)
- Genepil, regina mongola (n. 1905)
- Ernesto Ghiotti, ingegnere e architetto italiano (n. 1847)
- Jules Girardet, pittore francese (n. 1856)
- Eric Gordon, germanista, traduttore e filologo canadese (n. 1896)
- Hermann Keidanski, scacchista e compositore di scacchi tedesco (n. 1865)
- Wilhelm von Ketteler, diplomatico tedesco (n. 1906)
- Thomas Lathrop Stedman, medico e editore statunitense (n. 1853)
- Vittorio Lavezzari, scultore italiano (n. 1864)
- Gino Maffei, avvocato e politico italiano (n. 1890)
- Charles Edward Munroe, chimico statunitense (n. 1849)
- Diego Murgia, ingegnere e politico italiano (n. 1857)
- Otto Naegeli, medico svizzero (n. 1871)
- Evanghelìa Paraskevopulu, attrice greca (n. 1865)
- Axel Paulsen, pattinatore artistico su ghiaccio e pattinatore di velocità su ghiaccio norvegese (n. 1855)
- Periklīs Pierrakos-Mauromichalīs, schermidore greco (n. 1863)
- Oreste Pizio, pittore e miniatore italiano (n. 1879)
- Refia Sultan, principessa ottomana (n. 1891)
- Georges-Antoine Rochegrosse, pittore e illustratore francese (n. 1859)
- Carlo Sabajno, direttore d'orchestra italiano (n. 1874)
- Giulia Sacconi Ricci, bibliotecaria italiana (n. 1865)
- Attilio Salvaneschi, tenore italiano (n. 1873)
- Federico Sartori, artista italiano (n. 1865)
- Imre Schoffer, allenatore di calcio ungherese (n. 1884)
- Fëdor Fëdorovič Selivanov, chimico russo (n. 1859)
- Pier Francesco Serragli, politico e avvocato italiano
- Johann Stobbe, chimico tedesco (n. 1861)
- Giovanni Antonio Stuardi, scultore italiano (n. 1862)
- Giovanni Battista Todeschini, pittore italiano (n. 1857)
- Walter Migula, botanico polacco (n. 1863)
- Alexander Zahlbruckner, botanico austriaco (n. 1860)
- Michele Angelo Zoccola, avventuriero e imprenditore italiano (n. 1859)
- Ermes Amilcare Zumino, poeta italiano (n. 1894)
- Adhémar d'Alès, teologo e gesuita francese (n. 1861)
- Baba Anujka, serial killer jugoslava (n. 1838)